# Solo para Vialejo
Solo para Vialejo é um livro de poesia brasileiro, escrito por Cida Pedrosa e publicado pela Companhia Editora de Pernambuco em 2019.
O livro, de 128 páginas, conta com um único poema com moldes que remetem aos épicos. A história, desenvolvida de forma fragmentada e baseada fortemente nas memórias da autora, faz referência à diáspora de negros, índios e pessoas oprimidas que saíram do litoral de Pernambuco em direção ao sertão, tendo como foco principal Bodocó, cidade natal de Cida. Há ainda uma associação entre a música sertaneja e o blues, além de descrições de clima, fauna, flora, geografia, cheiros, sabores e outras referências pessoais.
Em 2020, o livro foi premiado no 62º Prêmio Jabuti nas categorias "Poesia" e "Livro do Ano", esta última destinada ao livro que teve a maior pontuação dos jurados considerando todas as categorias, tanto de ficção quanto de não ficção.